# Aleksandr Galimov
Aleksandr Gamilov (russisk: Александр Саидгереевич Галимов tr. Alleksandr Saidgerejevitj Galimov ; født 2. maj 1985 i Jaroslavl , død 12. september 2011 i Moskva) var en russisk ishockeyspiller, der spillede for KHL-klubben Lokomotiv Jaroslavl. 

## Flystyrt
Aleksandr Galimov var en del af Lokomotiv Jaroslavls spillertrup der var ombord på et russisk Jak-42 fly, der styrtede ned i Jaroslavl den 7. september 2011. Samtlige passagerer omkom som følge af ulykken. Galimov overlevede dog umiddelbart flystyrtet, men kom slemt til skade i eb tilstand med forbrændinger på mere end 90 procent af kroppen og af luftvejene, og døde på hospitalet den 12. september 2011 som den sidste spiller fra holdet.